# Список самых продаваемых игр на Sega Genesis/Mega Drive
Это список игр для приставки Sega Mega Drive/Genesis, число проданных копий которых достигло хотя бы 1 млн. Самой продаваемой игрой является Sonic the Hedgehog, впервые выпущенной в Северной Америке 23 июня 1991 года, поскольку она поставлялась вместе с консолью, достигшей 15 миллионов проданных копий. Второй игрой по числу проданных копий считается Sonic the Hedgehog 2 1992 года, продажи которой достигли более 7 млн копий.

## Список
| Название                                     | Продажи                                                | Региональная разбивка | Дата выхода                    |
| -------------------------------------------- | ------------------------------------------------------ | --- | ------------------------------ |
| Sonic the Hedgehog                           | 15 млн. (поставлялся в комплекте с приставкой)         | | 23 июня 1991                   |
| Sonic the Hedgehog 2                         | 7.55+ млн.                                             | Северная Америка — 5 млн. на 1996 год Великобритания — 1,4 млн. + (1 млн. в 1992 г., 400 000+ в 1993) Франция, Германия, Испания, Австрия — 750 000 на 1992 год Япония — 400,000 на 1993 год | 24 ноября 1992                 |
| Disney’s Aladdin                             | 4 млн.                                                 | | 11 ноября 1993                 |
| Sonic the Hedgehog 3 Sonic & Knuckles        | 4 млн.                                                 | Sonic & Knuckles: как минимум 1,24 млн в США Sonic 3: как минимум 1,02 миллиона в США | 2 февраля 1994/18 октября 1994 |
| Mortal Kombat                                | 3,25+ млн.                                             | | 13 сентября 1993               |
| Streets of Rage                              | 2,6 млн.                                               | | 2 августа 1991                 |
| NBA Jam                                      | 1.93+ млн. в США                                       | | 4 марта 1994                   |
| Mortal Kombat II                             | 1.78+ млн. в США                                       | | 9 сентября 1994                |
| Street Fighter II': Special Champion Edition | 1,665 млн.                                             | | 27 сентября 1993               |
| Altered Beast                                | 1,4+ млн. в США (поставлялся в комплекте с приставкой) | | 14 августа 1989                |
| Mortal Kombat 3                              | 1,02 млн. в США                                        | | 13 октября 1995                |
| Jurassic Park                                | 1+ млн. в США                                          | | 10 августа 1993                |
| Ms. Pac-Man                                  | 1+ млн. в США                                          | | июль 1991                      |
| NFL '98                                      | 1+ млн. в США                                          | | 14 мая 1997                    |
| NFL Football '94                             | 1+ млн.                                                | | ноябрь 1993                    |
| Sonic Spinball                               | 1+ млн.                                                | | 23 ноября 1993                 |
| X-Men                                        | 1+ млн.                                                | | 8 марта 1993                   |
| Mighty Morphin Power Rangers                 | 1 млн. в США                                           | | ноябрь 1994                    |